# Elektriciteitscentrale Ugljevik
De Ugljevik elektriciteitscentrale, officieel Mijn en elektriciteitscentrale 'Ugljevik' (Rudnik i Termoelekrana Ugljevik, Servisch: Latijns alfabet of Рудник и Термоелектрана Угљевик cyrillisch alfabet), is een met steenkool gestookte thermische centrale te Ugljevik in Bosnië en Herzegovina. De centrale heeft een capaciteit van 300 megawatt en een 310m hoge schoorsteen, hetgeen de hoogste vrijstaande structuur in Bosnië is. De constructie duurde van 1979 tot 1985.
Steenkool wordt sinds 1899 ontgonnen te Ugljevik. Tijdens de Bosnische Oorlog sloot de centrale, van april 1992 tot November 1995. De centrale en installaties werden niet beschadigd gedurende het conflict. De Ugljevik elektriciteitscentrale is nu een van de grootste elektriciteitscentrales van de Servische Republiek. De centrale heeft een capaciteit van 300 MW. Een tweede eenheid van 600MW is gepland. Er werken 1700 werknemers op de centrale, waarvan 100 met een universitair diploma.

## Schoorsteen
De schoorsteen is de hoogste vrijstaande structuur in Bosnië en Herzegovina. De schoorsteen is zo hoog om de vervuiling over een groter gebied uit te spreiden. Voor de Bosnische Oorlog was er in grote witte letter 'TITO' op geschreven, ter ere van de communistische leider van voormalig Joegoslavië, Josip Broz Tito. Tijdens de oorlog werd dit overschildert, er staat nu Servisch kruis op.